# Jacint Vilosa
 (juin 2024).
Si vous disposez d'ouvrages ou d'articles de référence ou si vous connaissez des sites web de qualité traitant du thème abordé ici, merci de compléter l'article en donnant les références utiles à sa vérifiabilité et en les liant à la section « Notes et références ».
Jacint Vilosa, mort à Cambrils le 16 décembre 1640, est un noble et un militaire catalan qui a combattu durant la Guerre des faucheurs.
Comme gouverneur de Cambrils, il a résisté à l'armée castillane avec les troupes qui s'étaient retirées de la bataille du col de Balaguer, ceci pour gagner du temps afin que les troupes françaises puissent arriver à Tarragone. Le 16 décembre 1640, la cité s'est rendue au chef de l'armée castillane, Pedro Fajardo de Zúñiga y Requesens, marquis de los Vélez, qui n'a pas respecté sa parole et a fait exécuter par la cavalerie les défenseurs sortant de la commune. Les corps de Jacint Vilosa et ceux des autres chefs militaires Antoni d'Armengol et Carles Bertrolà i de Caldés, ont été pendus aux portes de la ville.
En hommage à Jacint Vilosa, un poème est écrit par Ventura Gasol, L'ombra de Jacint Vilosa. Une rue est nommée en son honneur à Cambrils.